# Mmankgodi
Mmankgodi är en ort (village) i distriktet Kweneng i södra Botswana. Samhället ligger 35 kilometer väster om Gaborone och omkring 30 kilometer från gränsen till Sydafrika.